# Echthroplexiella kondarensis
Echthroplexiella kondarensis är en stekelart som beskrevs av Sharipov 1983. Echthroplexiella kondarensis ingår i släktet Echthroplexiella och familjen sköldlussteklar.
Artens utbredningsområde är Tadzjikistan. Inga underarter finns listade i Catalogue of Life.